# Henry Daniell
Charles Henry Daniell (Londra, 5 marzo 1894 – Santa Monica, 31 ottobre 1963) è stato un attore britannico.

## Biografia
Educato alla St. Paul's School e poi alla Gresham's School di Holt, nel Norfolk, intraprese la carriera di attore teatrale nel 1913, esibendosi su palcoscenici di provincia. Nel marzo del 1914 debuttò al Globe Theatre (oggi Gielgud Theatre), in un'opera di Edward Knoblock, Kismet. Lo stesso anno si arruolò nell'esercito britannico e prese parte alla prima guerra mondiale.
Nel maggio del 1916 approdò al famoso Theatre Royal di Haymarket, nel Westminster, e negli anni successivi recitò in ruoli sia di eroe che di villain, sia in rappresentazioni moderne che in opera classiche e shakespeariane. Nell'aprile del 1921 andò in scena all'Empire di New York, nella trasposizione teatrale di Clair de lune di Guy de Maupassant, interpretando il ruolo del Principe Carlo di Vaucluse, accanto a Ethel Barrymore. Per tutti gli anni venti, risiederà alternativamente tra Londra e New York.
Approdato al cinema a Hollywood, si specializzò in ruoli di antagonista freddo e impassibile, diventando noto al grande pubblico per il suo aspetto educato ma sinistro e per la sua eccellente pronuncia inglese. Tali caratteristiche lo resero l'ideale interprete dell'acerrimo nemico di Sherlock Holmes, il Professor Moriarty, nel film Sherlock Holmes e la donna in verde (1945), accanto a Basil Rathbone e Nigel Bruce, con i quali aveva precedentemente recitato in Sherlock Holmes e la voce del terrore (1942) e Sherlock Holmes a Washington (1943).
Rilevante anche l'interpretazione nel film horror La jena (1945), dove apparve al fianco di due mostri sacri del genere horror dell'epoca come Boris Karloff e Bela Lugosi. Ambientato nella Edimburgo del 1831, il film vide Daniell nei panni del dottor MacFarlane, un medico dedito ad esperimenti con i cadaveri fornitigli dal proprio sinistro cocchiere (Karloff). Daniell diede del dottor MacFarlane un'eccellente interpretazione, passando dai momenti in cui si scontra con il suo perfido assistente a quelli in cui, oppresso dal rimorso, riflette sulle proprie malefatte, esprimendo il tormento di un uomo distrutto dalle proprie azioni. Lavorò anche con Charlie Chaplin ne Il grande dittatore (1940), impersonando l'ufficiale "Garbitsh", parodia del criminale nazista Joseph Goebbels.
Morì nel 1963 all'età di 69 anni, per infarto miocardico, mentre si trovava sul set del film My Fair Lady di George Cukor, uscito postumo nel 1964.

## Filmografia parziale

### Cinema
- The Awful Truth, regia di Marshall Neilan (1929)
- L'ora misteriosa (The Unguarded Hour), regia di Sam Wood (1936)
- Margherita Gauthier (Camille), regia di George Cukor (1936)
- Incantesimo (Holiday), regia di George Cukor (1938)
- Maria Antonietta (Marie Antoinette), regia di George Cukor (1938)
- Il conte di Essex (The Private Lives of Elizabeth and Essex), regia di Michael Curtiz (1939)
- Lo sparviero del mare (The Sea Hawk), regia di Michael Curtiz (1940)
- Il grande dittatore (The Great Dictator), regia di Charles Chaplin (1940)
- Scandalo a Filadelfia (The Philadelphia Story), regia di George Cukor (1940)
- Volto di donna (A Woman's Face), regia di George Cukor (1941)
- Michael Shayne e l'enigma della maschera (Dressed to Kill), regia di Eugene Forde (1941)
- Sherlock Holmes e la voce del terrore (Sherlock Holmes and the Voice of Terror), regia di John Rawlins (1942)
- Charlie Chan e il castello nel deserto (Castle in the Desert), regia di Harry Lachman (1942)
- The Great Impersonation, regia di John Rawlins (1942)
- Incubo (Nightmare), regia di Tim Whelan (1942)
- La grande fiamma (Reunion in France), regia di Jules Dassin (1942)
- Sherlock Holmes a Washington (Sherlock Holmes in Washington), regia di Roy William Neill (1943)
- La porta proibita (Jane Eyre), regia di Robert Stevenson (1943)
- Quinto non ammazzare! (The Suspect), regia di Robert Siodmak (1944)
- La jena (The Body Snatcher), regia di Robert Wise (1945)
- Sherlock Holmes e la donna in verde (The Woman in Green), regia di Roy William Neill (1945)
- Il figlio di Robin Hood (The Bandit of Sherwood Forest), regia di Henry Levin e George Sherman (1946)
- Canto d'amore (Song of Love), regia di Clarence Brown (1947)
- Re in esilio (The Exile), regia di Max Ophüls (1947)
- La strega rossa (Wake of the Red Witch), regia di Edward Ludwig (1948)
- La corsara (Buccaneer's Girl), regia di Frederick de Cordova (1950)
- Sinuhe l'egiziano (The Egyptian), regia di Michael Curtiz (1954)
- Il figliuol prodigo (The Prodigal), regia di Richard Thorpe (1955)
- Diana la cortigiana (Diane), regia di David Miller (1956)
- L'uomo dal vestito grigio (The Man in the Grey Flannel Suit), regia di Nunnally Johnson (1956)
- Brama di vivere (Lust for Life), regia di Vincente Minnelli (1956)
- Le avventure di mister Cory (Mister Cory), regia di Blake Edwards (1957)
- Il sole sorgerà ancora (The Sun Also Rises), regia di Henry King (1957)
- Les Girls, regia di George Cukor (1957)
- L'inferno ci accusa (The Story of Mankind), regia di Irwin Allen (1957)
- Testimone d'accusa (Witness for the Prosecution), regia di Billy Wilder (1957)
- Dalla Terra alla Luna (From the Earth to the Moon), regia di Byron Haskin (1958)
- I quattro teschi di Jonathan Drake (The Four Skulls of Jonathan Drake), regia di Edward L. Cahn (1959)
- I comanceros (The Comancheros), regia di Michael Curtiz (1961)
- Inferno a Madison Avenue (Madison Avenue), regia di H. Bruce Humberstone (1961)
- L'affittacamere (The Notorious Landlady), regia di Richard Quine (1962)
- Gli ammutinati del Bounty (Mutiny on the Bounty), regia di Lewis Milestone (1962)
- My Fair Lady, regia di George Cukor (1964)

### Televisione
- Lights Out – serie TV, episodi 4x19-4x27 (1951-1952)
- TV Reader's Digest – serie TV, episodi 2x03 (1955)
- Telephone Time – serie TV, episodio 1x05 (1956)
- The Joseph Cotten Show – serie TV (1957)
- Westinghouse Desilu Playhouse – serie TV, episodio 1x03 (1958)
- Maverick – serie TV, episodio 3x01 (1959)
- Peter Gunn – serie TV, episodio 2x36 (1960)
- Thriller – serie TV, 5 episodi (1960-1961)
- Indirizzo permanente (77 Sunset Strip) – serie TV, episodi 5x05-5x11 (1962)

## Doppiatori italiani
- Emilio Cigoli in Il conte di Essex, Il grande dittatore (doppiaggio del 1949); Re in esilio, Testimone d'accusa
- Sandro Ruffini in La iena - L'uomo di mezzanotte, Quinto: non ammazzare
- Renato Turi in L'affittacamere, Il grande dittatore (ridoppiaggio del 1972)
- Gualtiero De Angelis in Margherita Gauthier
- Mario Besesti in Sinuhe l'egiziano
- Cesare Fantoni in Brama di vivere
- Bruno Persa in Diana la cortigiana
- Augusto Marcacci in Le avventure di mister Cory
- Giorgio Piazza in Margherita Guthier (ridoppiaggio del 1983)
- Pietro Barreca in Il grande dittatore (ridoppiaggio del 1987)